# 尾張町 (金沢市)
尾張町（おわりちょう）は、石川県金沢市の町名。現行行政地名は尾張町1丁目と2丁目。全域で住居表示実施済み。

## 世帯数と人口
2022年（令和4年）8月1日現在の世帯数と人口は以下のとおりである。
| 町丁        | 世帯数  | 人口    |
| ----------- | ------- | ------- |
| 尾張町1丁目 | 529世帯 | 880人   |
| 尾張町2丁目 | 220世帯 | 375人   |
| 計          | 749世帯 | 1,255人 |

## 小・中学校の学区
市立小・中学校に通う場合、学区は以下のとおりとなる。
| 丁目  | 番・番地等 | 小学校             | 中学校             |
| ----- | --- | ------------------ | ------------------ |
| 1丁目 | 1番10号～10番、11番7号～11番25号                                                                                                 | 金沢市立兼六小学校 | 金沢市立兼六中学校 |
| 1丁目 | 1番1号～1番9号、11番1号～11番6号、11番26号、11番27号                                                                             | 金沢市立中央小学校 | 金沢市立長町中学校 |
| 2丁目 | 1番～5番、6番53号～6番57号、7番1号～7番6号、7番16号～7番18号、8番1号～8番7号                                                     | 金沢市立中央小学校 | 金沢市立長町中学校 |
| 2丁目 | 6番22号～6番52号、7番7号～7番15号、8番8号～13番1号、13番7号～13番13号、14番17号～14番23号、16番1号～16番10号、16番84号～16番89号 | 金沢市立兼六小学校 | 金沢市立兼六中学校 |
| 2丁目 | 6番1号～6番21号、16番11号～16番38号                                                                                              | 金沢市立明成小学校 | 金沢市立長町中学校 |

## 交通

### 鉄道
町内に鉄道駅はない。

### バス
- 北鉄バス（北陸鉄道・北鉄金沢バス）・西日本ジェイアールバス　尾張町バス停
- 金沢ふらっとバス此花ルート　町民文化館バス停
- 金沢ふらっとバス材木ルート　泉鏡花記念館、尾張町、老舗交流館バス停

### 道路
- 国道359号

## 施設
- 尾張町町民文化館
- 金沢蓄音器館
- 金沢近江町郵便局